# Manihoteae
Manihoteae és una tribu de la subfamília de les Crotonoideae, dins la família Euforbiàcia. Consta de 2 gèneres:
- Cnidoscolus
- Manihot